# Elektronické hodiny
Elektronické hodiny jsou přesné přístroje na měření času, využívající elektronický oscilátor, nejčastěji řízený křemenným výbrusem (krystalem). Odtud název křemenné hodiny, obchodní označení quartz.

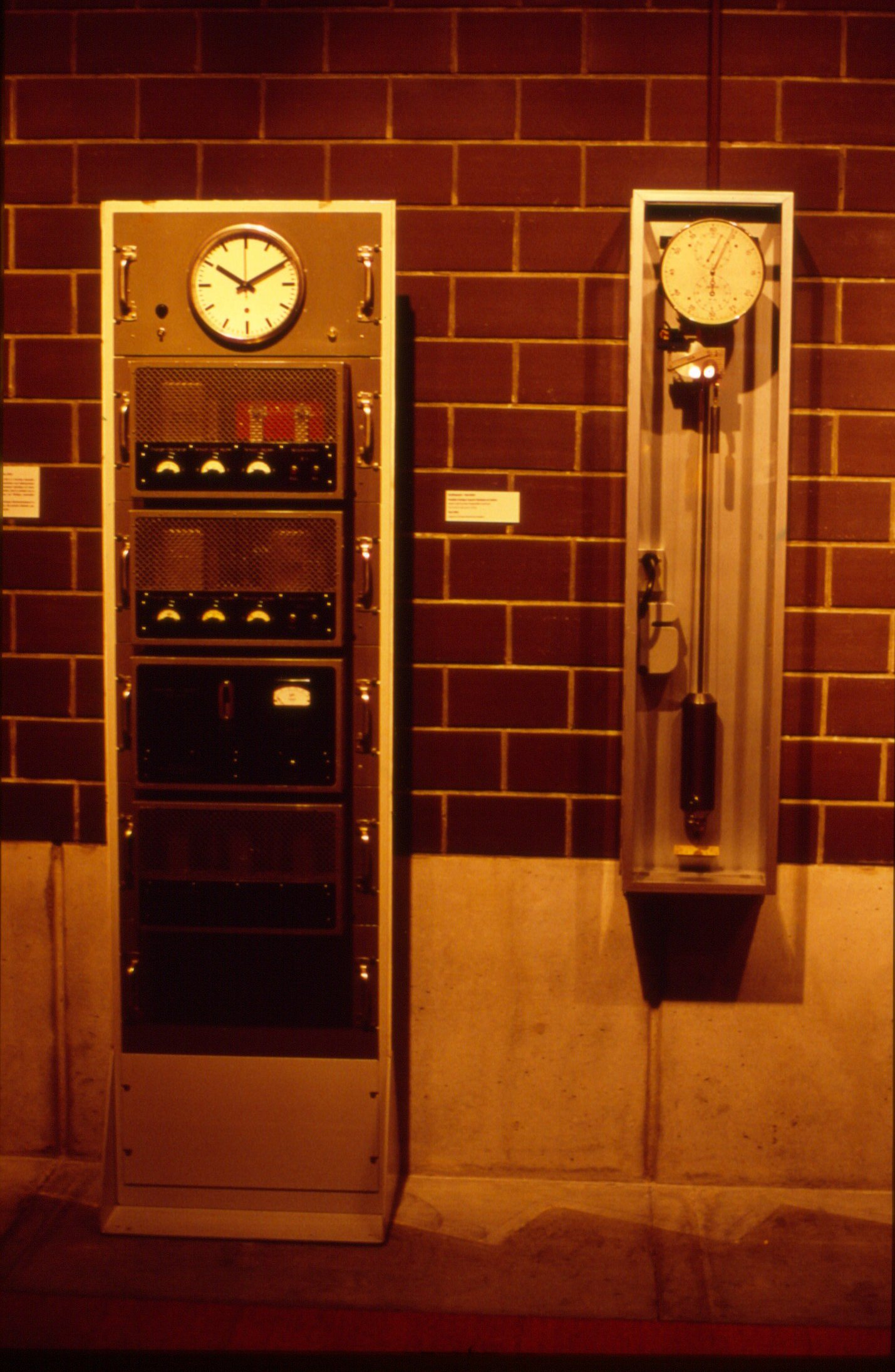
Laboratorní křemenné hodiny
(La Chaux-de-Fonds, 60. léta.)

## Typy
Stejně, jako mechanické hodiny a hodinky se liší podle několika kritérií: účel, velikost, druh zobrazení a napájení pohonu.

### Účel
Podle účelu se zpravidla mění i jejich tvar a provedení, např.:
- náramkové pro nošení na zápěstí,
- budíky pro upozorňování, zpravidla zvukovým znamením
- (kuchyňské) minutky
- veřejné hodiny na veřejných prostranstvích
- věžní
- nástěnné

### Zobrazení času
Podle zobrazení času lze elektronické hodiny rozdělit na:
- ručičkové s materiálními ručičkami
- digitální s displejem, ukazujícím čas číslicemi nebo nápodobou vzhledu ručiček
- ostatní, zpravidla experimentální, ukazující čas jinak, např. binárně, sadou pruhů, kruhových úsečí a podobně
- vestavěné bez vlastního zobrazení jako součást jiných zařízení (plně nebo částečně elektronických), která údaj o času přebírají pro vlastní potřebu a případně jej také zobrazují. Sem patří např. domácí a telekomunikační elektronika, dopravní stroje atp. Nyní již prakticky každé takové zařízení elektronické hodiny (časové zařízení) musí využívat a tedy i obsahovat.

### Napájení
Pohon je elektrický a zdrojem energie může být zejména:
- elektrický rozvod (síť),
- baterie, případně nabíjecí,
- externí napáječ, zpravidla společný pro více částí zařízení, zejména u vestavěných hodin,
- ruční nebo jiný (např. solární) generátor.

## Vývoj
Elektronické hodiny vznikly v polovině 20. století a brzy začaly používat jako časový normál křemenný oscilátor, využívající piezoelektrický jev. Z původně rozměrných a drahých laboratorních zařízení vznikly v 60. letech ve Švýcarsku první přenosné a náramkové hodinky, které začala hromadně vyrábět v roce 1969 japonská firma Seiko. Svou přesností, spolehlivostí i cenou postupně téměř úplně vytlačily mechanické hodinky, které zůstávají doménou milovníků a sběratelů. Z počátku se laciné elektronické hodinky ještě vyráběly s RC oscilátorem, ale hromadná výroba elektronických součástek zlevnila quartzové hodinky tak, že se dnes už jiné nevyrábějí. Typické quartzové hodinky a budíky jsou poháněny miniaturní knoflíkovou baterií, která vydrží několik let. Jejich oscilátor používá piezoelektrický výbrus s frekvencí 32 768 Hz - (215), která se elektronicky dělí až na frekvenci 1 Hz a převádí na indikační zařízení. Lepší quartzové hodinky obsahují dva oscilátory, jež umožňují teplotní kompenzaci, a odchylka chodu pak nepřesahuje 10 sekund za rok.

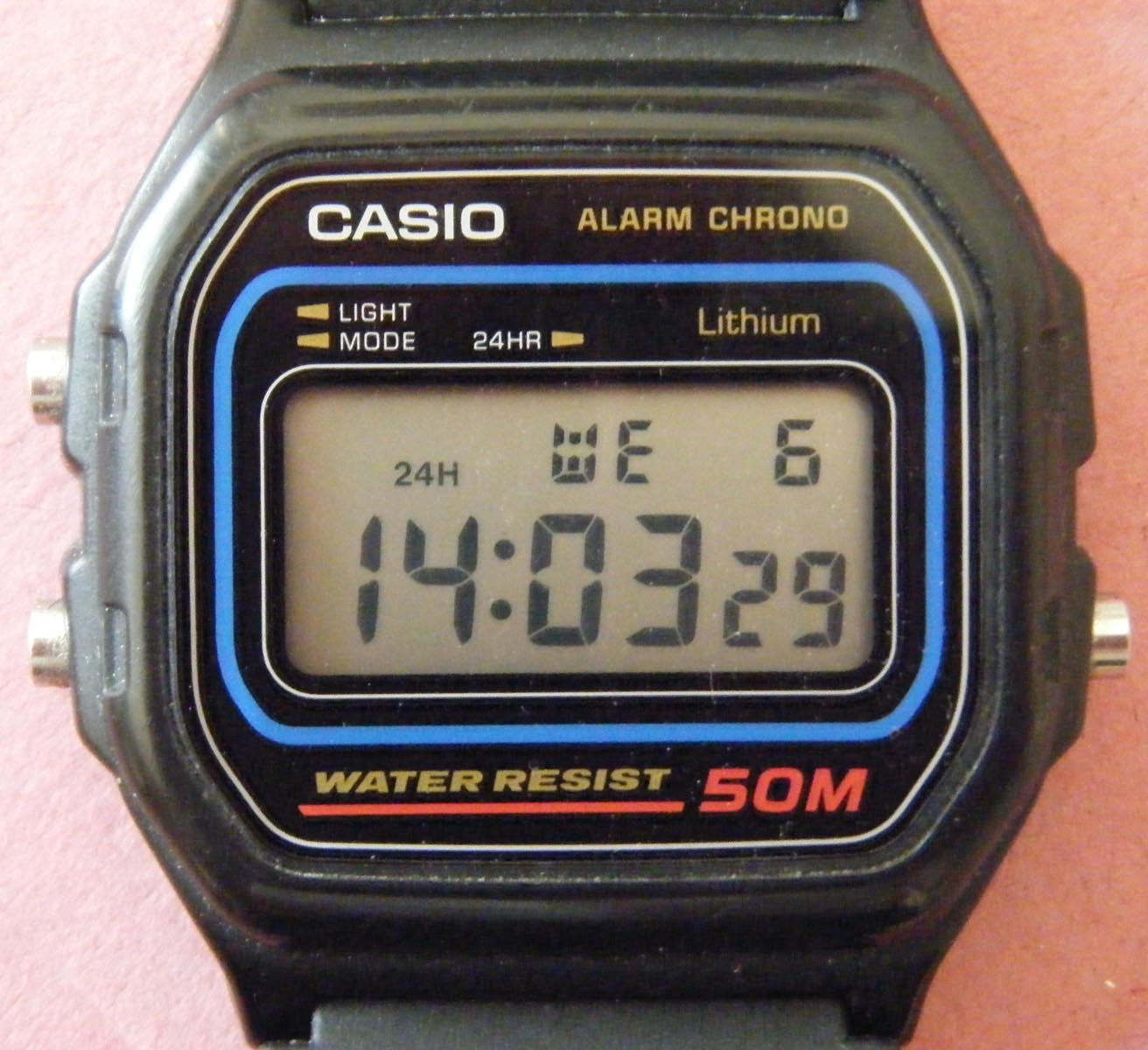
Hodinky s digitální indikací

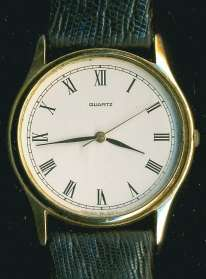
Quartzové hodinky s ručkami
(Analogovou indikací)

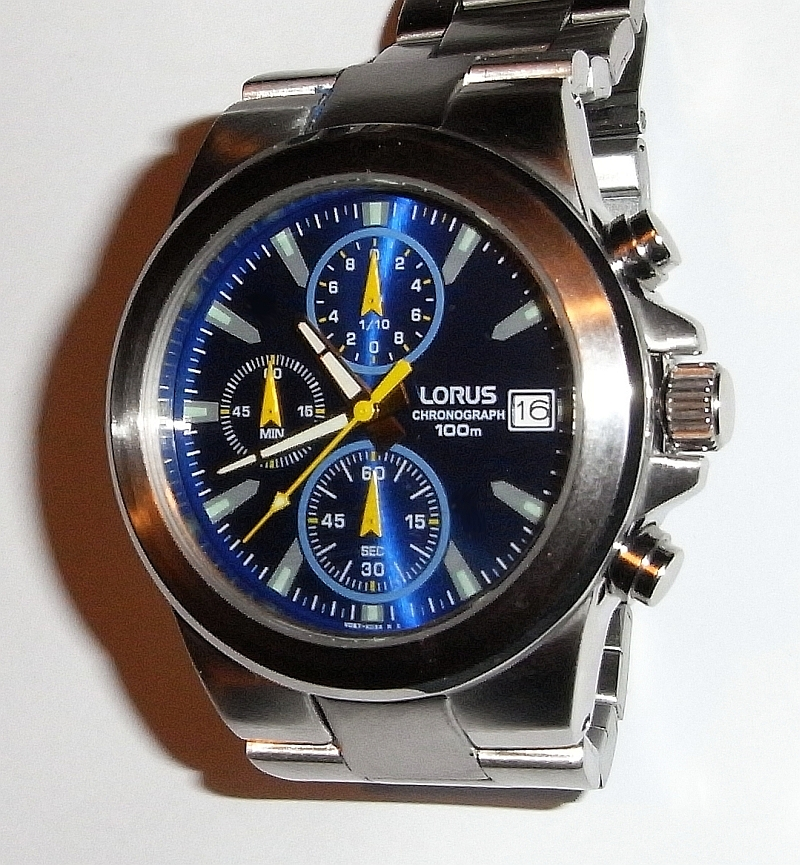
Quartzové hodinky se stopkami

Údaj času se indikuje buď v číslicové (digitální) podobě na displeji LED nebo LCD, anebo pomocí krokového motorku převádí na ozubené převody a klasické ručičky. Výhodou číslicové indikace je, že hodinky neobsahují žádné pohyblivé součástky a odečítání času je jednoznačnější, nicméně analogová indikace ručkami je přehlednější a jsme na ni zvyklí, takže dnes zřetelně převládá. Hodinky mohou být vybaveny indikací data, případně mohou být vybaveny zařízením na odměřování kratších intervalů (stopky, chronograf). Hodinky s digitální indikací obsahují často i miniaturní kalendář, kalkulačku atd.
Ještě vyšší přesnosti dosahují rádiové hodinky, které místo vlastního oscilátoru obsahují miniaturní rádiový přijímač a "počítají" kmity přesného vysílače, obvykle na dlouhých vlnách (v Evropě například DCF77).